# Frankfurter FV
Frankfurter FV was een Duitse voetbalclub uit Frankfurt am Main.

## Geschiedenis
De club ontstond in 1911 door een fusie tussen FC Victoria Frankfurt 1899 en FC Kickers Frankfurt. Beide clubs hadden de laatste jaren veel van hun pluimen verloren en moesten het afleggen tegen FSV Frankfurt.
De eerste wedstrijd werd op 7 mei 1911 gespeeld tegen Freiburger FC. Als in het eerste seizoen werd de fusieclub kampioen van de Nordkreis met vier punten voorsprong op 1. Hanauer FC 93 en FSV Frankfurt. De club plaatste zich zo voor de finalegroep, waar ze laatste werden. In de zomer van 1912 verhuisde de club naar een terrein bij de Roseggerstraße. Op 8 september 1912 werd het terrein ingehuldigd in een galawedstrijd tegen Quick Den Haag (2:2)
Het volgende jaar werd de club opnieuw kampioen en eindigde in de finale tweede achter Stuttgarter Kickers. In 1913/14 was het SpVgg Fürth dat de club van een algemene titel hield.
In het voorjaar van 1920 werd de club kampioen van Noordmain en fuseerde met Frankfurter Turngemeinde von 1861 en werd zo Eintracht Frankfurt, dat verder aantrad in de Zuid-Duitse eindronde.

## Erelijst
Kampioen Nordkreis
1912, 1913, 1914
Kampioen Noordmain
1920